# Ngomba
Ngomba, även Bamileke-Ngomba, Nda’a, Ndaa, är ett bamilekespråk i Kamerun med 63 000 talare (1999). Ngomba har dialekterna bamendjinda, bamenkumbo, bamesso, babete (bamete) och bamendjo. Talare av olika dialekterna verkar förstå varandra väl.
Ngomba är ett tonspråk.